# Ongetkatel
Ongetkatel (auch: Beap Inseln, Chongetekakl, Congotekatel, Gongotekatel, Ororumakku-tō, Rebaikesil) ist eine unbewohnte Insel von Palau.

## Geographie
Ongetkatel ist eine winzige Insel im Bereich der UNESCO-Welterbestätte Südliche Lagune der Rock Islands, (Chelbacheb-Inseln). Sie gehört zu den Ngeruktabel Islands und ist Teil eines Höhenzuges, der sich von Norden von der Hauptinsel Ngeruktabel nach Süden zieht. Nebenan liegt der Ngeruktabel Island South Tip und im Süden trennt der Toachel Belau-Kanal die Insel von Ngeanges.